# Mangelia pulchrior
Mangelia pulchrior é uma espécie de gastrópode do gênero Mangelia, pertencente a família Mangeliidae.